# Članak 175
Članak 175., formalno poznat kao §175 StGB, bio je članak Kaznenog zakona Njemačke (Strafgesetzbuch – StGB) koji je tretirao mušku homoseksualnost, odnosno homoseksualne odnose između muškaraca, kao kazneno djelo. Zakon je postojao od 1. siječnja 1872. do 11. lipnja 1994. godine. Do 1969. isti članak je osuđivao i protuprirodne odnose sa životinjama (1935. bio mu je dodan dio 175b). Ukupno je oko 140 000 muškaraca kažnjeno po članku 175.
Tekst članka je mijenjan nekoliko puta. Godine 1935., nacisti su proširili i pooštrili članak 175. Maksimalna kazna za homoseksualne odnose, koja je u ranijoj verziji iznosila do 6 mjeseci zatvora, podignuta je na kaznu od 5 godina zatvora. Za „teže slučajeve“ bila je predviđena kazna od 1 do 10 godina u popravnoj instituciji.
Nakon Drugog svjetskog rata, DDR je vratio stari tekst zakona, a od kraja 1950-ih istopolni odnosi između odraslih osoba više se nisu kažnjavali. Godine 1968. DDR je usvojio novi Kazneni zakon, koji je u članku 151 kažnjavao istospolne odnose s maloljetnim osobama i koji se odnosio jednako na žene, kao i na muškarce. Godine 1988. ovaj član zakona je ukinut.
BRD je dva desetljeća zadržala tekst članka 175, kakav je važio u vrijeme nacizma. Prva promjena dogodila se 1969. godine, a druga 1973. Od tada kažnjavao se samo istospolni odnos s muškarcima mlađim od 18 godina. Nakon propale inicijative Zelenih u 1980-im, zakon je promijenjen tek poslije ponovnog ujedinjenja Njemačke, prilikom izjednačavanja zakonskih regulativa, 1994. godine.

## Tekst članka 175.

### Tekst od 15. svibnja 1871.
§ 175 protuprirodni blud

Protuprirodni blud, koji je počinjen između osoba muškog spola ili od strane osobe sa životinjama kažnjava se zakonom; također može se kazniti oduzimanjem građanskih prava.

### Tekst od 28. lipnja 1935.
(1) Ein Mann, der mit einem anderen Mann Unzucht treibt oder sich von ihm zur Unzucht mißbrauchen läßt, wird mit Gefängnis bestraft.

(2) Bei einem Beteiligten, der zu Zeit der Tat noch nicht einundzwanzig Jahre alt war, kann das Gericht in besonders leichten Fällen von Strafe absehen. 

§ 175a Erschwerte Fälle

Mit Zuchthaus bis zu zehn Jahren, bei mildernden Umständen mit Gefängnis nicht unter drei Monaten wird bestraft:

1. ein Mann, der einen anderen Mann mit Gewalt oder durch Drohung mit gegenwärtiger Gefahr für Leib oder Leben nötigt, mit ihm Unzucht zu treiben, oder sich von ihm zur Unzucht mißbrauchen zu lassen;
2. ein Mann, der einen anderen Mann unter Mißbrauch einer durch ein Dienst-, Arbeits- oder Unterordnungsverhältnis begründeten Abhängigkeit bestimmt, mit ihm Unzucht zu treiben oder sich von ihm zur Unzucht mißbrauchen zu lassen;
3. ein Mann über einundzwanzig Jahre, der eine männliche Person unter einundzwanzig Jahren verführt, mit ihm Unzucht zu treiben oder sich von ihm zur Unzucht mißbrauchen zu lassen;
4. ein Mann, der gewerbsmäßig mit Männern Unzucht treibt oder von Männern sich zur Unzucht mißbrauchen läßt oder sich dazu anbietet.

§ 175b Sodomie

§175 Blud između muškaraca

(1) Muškarac, koji vrši bludne radnje nad drugim muškarcem ili nad kojim se vrše bludne radnje, bit će kažnjen zatvorom.

(2) Sudionika, koji u vrijeme djela ima manje od 21 godine, sud može u posebno lakim slučajevima osloboditi kazne.

§ 175a Teži slučajevi

Popravnom institucijom do deset godina, u slučaju olakšavajućih okolnosti zatvorom od tri mjeseca kažnjava se:

1. Muškarac, koji, koristeći nasilje ili prijetnje ugrožavanjem života ili zdravlja, s drugim muškarcem čini blud ili daje da se nad njim čini blud;

2. Muškarac koji koristi zavist, koja dolazi iz službenog, poslovnog ili podređenog odnosa, da s njim čini blud ili daje da se nad njim čini blud;

3. Muškarac preko 21 godine koji navodi mušku osobu ispod 21 godine da s njim čini blud ili da se nad njim čini blud;

4. Muškarac koji se prodaje drugim muškarcima za činjenje bluda ili se za to nudi.

§ 175b Sodomija

Protuprirodni blud, koji ljudi počine sa životinjama, kažnjava se zatvorom; također mogu se oduzeti i građanska prava.

### Tekst od 1949. (DDR)
1. ein Mann, der einen anderen Mann mit Gewalt oder durch Drohung mit gegenwärtiger Gefahr für Leib und Leben nötigt, mit ihm Unzucht zu treiben oder sich mit ihm zur Unzucht missbrauchen zu lassen;
2. ein Mann, der einen anderen Mann unter Mißbrauch einer durch ein Dienst-, Arbeits- oder Unterordnungsverhältnis begründeten Abhängigkeit bestimmt, mit ihm Unzucht zu treiben oder sich von ihm zur Unzucht missbrauchen zu lassen;
3. ein Mann über einundzwanzig Jahren, der eine männliche Person unter einundzwanzig Jahren verführt, mit ihm Unzucht zu treiben oder sich von ihm zur Unzucht missbrauchen zu lassen;
4. ein Mann, der gewerbsmäßig mit Männern Unzucht treibt oder von Männern sich zur Unzucht missbrauchen läßt oder sich dazu anbietet.[3]«

§ 175 - Protuprirodni blud

Protuprirodni blud, koji se počini između osoba muškog spola ili između ljudi i životinja, kaznit će se zatvorom; također mogu se oduzeti građanska prava.

§ 175a - Teški blud između muškaraca

Popravnom institucijom do deset godina, u slučaju s olakšavajući okolnostima zatvorom od tri meseca kažnjava se:

1. Muškarac, koji, koristeći nasilje ili prijetnje ugrožavanjem života ili zdravlja, s drugim muškarcem čini blud ili daje da se nad njim čini blud;

2. Muškarac koji koristi zavist, koja dolazi iz službenog, poslovnog ili podređenog odnosa, da s njim čini blud ili daje da se nad njim čini blud;

3. Muškarac preko 21 godine koji navodi mušku osobu ispod 21 godine da s njim čini blud ili da se nad njim čini blud;

4. Muškarac koji se prodaje drugim muškarcima za činjenje bluda ili se za to nudi.

### Tekst od 1968. (DDR, §151)
§ 151

Odrasli muškarac, koji s maloljetnicima istog spola ima seksualne odnose, kaznit će se zatvorom do dvije godine ili uvjetnom kaznom.

### Tekst od 25. lipnja, 1969. (BRD)
1. in Mann über achtzehn Jahre, der mit einem anderen Mann unter einundzwanzig Jahren Unzucht treibt oder sich von ihm zur Unzucht mißbrauchen läßt,
2. in Mann, der einen anderen Mann unter Mißbrauch einer durch ein Dienst-, Arbeits- oder Unterordnungsverhältnis begründeten Abhängigkeit bestimmt, mit ihm Unzucht zu treiben oder sich von ihm zur Unzucht mißbrauchen zu lassen,
3. in Mann, der gewerbsmäßig mit Männern Unzucht treibt oder von Männern sich zur Unzucht mißbrauchen läßt oder sich dazu anbietet.
(2) In den Fällen des Absatzes 1 Nr. 2 ist der Versuch strafbar.
ei einem Beteiligten, der zur Zeit der Tat noch nicht 21 Jahre alt war, kann das Gericht von Strafe absehen.

§ 175b wird aufgehoben.«

§ 175 Blud između muškaraca

(1) Kaznom zatvora do pet godina bit će kažnjen:

1. Muškarac preko 18 godine koji s muškom osobom ispod 21 godine čini blud ili da se nad njim čini blud;
2. Muškarac koji koristi zavist, koja dolazi iz službenog, poslovnog ili podređenog odnosa, da s njim čini blud ili daje da se nad njim čini blud;
3. Muškarac koji se prodaje drugim muškarcima za činjenje bluda ili se za to nudi.

(2) U slučajevima iz stava 1, broj 2 kažnjiv je i pokušaj.

(3) Za počinioca, koji u vrijeme radnje još nije imao 21 godinu, sud može ne odrediti kaznu.

§ 175b izostavljen.

### Tekst od 23. studenog, 1973. (BRD)
- der Täter zur Zeit der Tat noch nicht einundzwanzig Jahre alt war oder
- bei Berücksichtigung des Verhaltens desjenigen, gegen den die Tat sich richtet, das Unrecht der Tat gering ist.«

§ 175: Homoseksualne radnje

(1) Muškarac stariji od osamnaest godina, koji ima seksualne odnose s muškarcem mlađim od osamnaest godina u aktivnoj ili pasivnoj ulozi, bit će kažnjen kaznom zatvora do pet godina ili novčanom kaznom.

(2) Sud može ne odrediti kaznu po ovom članu, ako:

1. Počinitelj u vrijeme djela još nije imao 21 godinu ili
2. Uzimajući u obzir ponašanje žrtve, počinjena nepravda je mala.

### Tekst od 10. ožujka, 1994.
§ 175: Homoseksualne radnje

ukinut

### Tekst od 13. studenog, 1998.
§ 175 (izostavljen)

## Primjena zakona

### Prije članka 175.
U drugoj polovini 13. stoljeća analni seks između muškaraca od griješnog ali legalnog odnosa postao je zločin, koji se u gotovo cijeloj Europi kažnjavao smrću.
Godine 1532. Karlo V., car Svetog Rimskog Carstva donoseći Kazneni zakon Constitutio Criminalis Carolina zakonski utemeljuje smrtnu kaznu za istospolne odnose, koja će biti na snazi do kraja 17. stoljeća. U članku 116. ovog zakona se kaže:
Kazna za nečist, koja ide protiv prirode. Ako čovjek sa stokom, muškarac s muškarcem, žena sa ženom, nečist čine, oni moraju umrijeti. I njima se mora, prema općim običajima, vatrom iz života u smrt biti presuđeno.
Godine 1794. Pruska je bila treća država, poslije Austrije i Francuske, koja je smrtnu kaznu zamijenila zatvorskom. Članak 143. je glasio:
Protuprirodni blud, koji počine dve osobe muškog spola ili čovjek sa životinjom, kažnjava se zatvorom od šest mjeseci do četiri godine, kao i trenutačnom zabranom korištenja građanskih prava. 
U ovom trenutku Prusija je bila u prednosti nad drugim zemljama kao zemlja vođena duhom Prosvjetiteljstva. Ovu poziciju će, ipak, uskoro izgubiti. U Francuskoj je Napoleonov zakon iz 1804. kažnjavao istopolne odnose jedino u slučaju kada seks nije dobrovoljan, što je značilo da su dobrovoljni istospolni odnosi bili potpuno legalni.
Napoleonovim osvajanjima utjecaj ovog zakona se širio van teritorija Francuske. Bavarska je prihvatila ovaj model zakona 1813. uklanjajući sve zakonske zabrane za dobrovoljne istopolne odnose.
U svjetlu ovih događaja, dvije godine prije stvaranja Njemačkog Carstva, 1871. Pruska je bila zabrinuta za budućnost članka i odlučila je da mu dade legitimnost kroz znanost. Ministarstvo pravde je za ovu svrhu sazvalo Deputation für das Medizinalwesen, u kojoj su, između ostalih, bili i čuveni liječnici Rudolf Virchow i Heinrich Adolf von Bardeleben. U svom izvještaju od 24. ožujka, 1869. ova komisija je objavila da nije bila u mogućnosti naći bilo kakve osnove da se odnosi između osoba muškog spola ili odnosa ljudi sa životinjama zabrane pored drugih seksualnih odnosa koji nisu zabranjeni zakonom.
Ipak, Bismarck se 1870. godine odlučio zadržati ovaj članak u zakonu Sjevernonjemačke konfederacije. Ovaj plan je opravdao obzirom prema "javnom mišljenju":
"Iako bi se izostavljanje ovog člana moglo obrazložiti sa stanovišta medicine, kao i kroz neke teorije kaznenog prava, svijest za pravdu u narodu smatra ove postupke ne samo manama, već zločinima (...)"

### Njemačko Carstvo
1. siječnja 1872. Kazneni zakon Sjevernonjemačke konfederacije postao je važeći u cijelom Njemačkom Carstvu. Time je seksualni odnos između muškaraca postao ponovo kažnjiv i u Bavarskoj. Skoro istovjetan pruskom uzoru iz 1794. godine novi članak 175. Carskog kaznenog zakona (§175 RStGB) glasio je:
Protuprirodni blud, koji je počinjen između osoba muškog spola ili od strane osobe sa životinjama kažnjava se zakonom; također može se kazniti oduzimanjem građanskih prava. 
Najmanja kazna je prema članku 143. Općeg pruskog zakona smanjena sa 6 tjedana na 1 dan, a najveća kazna je ostavljena na 6 mjeseci. Gubljenje građanskih prava moglo se, između ostalog, sastojati u oduzimanju doktorske titule ili ukidanju aktivnog ili pasivnog biračkog prava.
Još tijekom 1980-ih godina pojedinci, kao Karl Heinrich Ulrichs i Karl Maria Kertbeny, bezuspješno su se bunili protiv pruskog zakona. Sada, s osnivanjem Wissenschaftlich-humanitäres Komitee-a (Znanstveno-humanitarni komitet - WhK) 1897. godine osnovan je pokret, sačinjen od viđenijih ljudi, koji se protiv Članka 175. borio tezom o urođenosti homoseksualnosti.
Za peticiju Magnusa Hirschfelda, liječnika i predsednika WhK-a, protiv članka 175, koja je sastavljena s gore spomenutim argumentom, sakupljeno je 6.000 potpisa. Ova peticija poslana je 1897. godine. Reichstagu je peticiju godinu dana kasnije predstavio August Bebel, predsjednik SPD-a. Priželjkivani uspjeh je izostao. Umjesto toga više od deset godina kasnije vlada je planirala članak 175. proširiti i na žene. Ovaj plan je osujetio početak Prvog svjetskog rata i poraz Njemačkog Carstva.

### Weimarska Republika
U periodu između 1919. i 1929. borbu protiv članka 175. zajedno su vodili Wissenschaftlich-humanitäre Komitee i Gemeinschaft der Eigenen. Međutim, kao i u vrijeme Carske Njemačke, stranke ljevice nisu imale dovoljni utjecaj da bi postigle ukidanje inkriminirajućeg članka zakona.
Centralno-desničarski režim je planirao 1925. godine povećati kazne u vezi s prekršajem po članku 175, ali su i ti planovi propali. U programu za reformu zakona vlada je pokraj članka 296. (koji je odgovarao dotadašnjem 175.) planirala i uvođenje članka 297, kojim bi se kažnjavali tzv. kvalificirani slučajevi (qualifizierte Fälle): homoseksualna prostitucija, istopolni seks s muškarcima ispod 21 godine, kao i zloupotreba službenog položaja. Ovi slučajevi smatrali bi se težim i, prema tome, bili bi zločini (Verbrechen), a ne prekršaji (Vergehen). Za ove nove slučajeve nije samo istopolni seks bio relevantan, već i druge forme seksualnog odnosa, kao na primer, uzajamna masturbacija.
Oba nova članka bila su obrazložena "zaštitom javnog zdravlja".
Kada se o ovom prijedlogu za nove članove zakona raspravljalo na pravnom savezu Reichstaga, stranke KPD, SPD i DDP su uspjele prikupiti većinu od 15:13 glasova protiv članka 296. Ovo je ujedno značilo legalizaciju dobrovoljnih seksualnih odnosa između odraslih muškaraca. U isto vrijeme, s velikom većinom – od samo 3 KPD glasa protiv – izglasano je uvođenje članka 297 (tzv. kvalificirani slučajevi). Ovaj djelomičan uspjeh, koji je WhK okarakterizirao kao "jedan korak naprijed, dva unazad" bio je poništen kada je Međuparlamentarni savez za pravno izjednačavanje kaznenog zakona između Austrije i Njemačke donio odluku (s 23:21 glasa "za") ožujka 1930. godine da se članak 296. ponovo nađe u paketu zakonskih reformi. Do njegovog izglasavanja, međutim, nije došlo, jer je za vrijeme Präsidialkabinetta ranih 1930-ih godina parlamentarni proces donošenja zakona u velikoj mjeri bio zaustavljen.

### Nacizam
Godine 1935. nacisti su pooštrili članak 175. mijenjajući i samu definiciju istopolnog odnosa s prekršaja na kazneno djelo, tako da je najviša kazna promijenjena sa 6 mjeseci na 5 godina zatvora. Seksualni odnos više nije bio nužan za postojanje zločina, već je kazneno djelo učinjeno već ako je "objektivno povrijeđen osjećaj stida i subjektivno postoji nemoralna namjera da se ispuni seksualna želja jednog od dvojice ili trećeg muškarca" (RGSt 73, 78, 80 f). Uzajamni fizički kontakt više nije bio nužan.
Pored toga, slično onome što je već planirano 1925. godine, uveden je novi članak 175a, koji je "kvalificirane slučajeve", označene kao "teži blud", kažnjavao s jednom do deset godina u popravnoj instituciji. Ovdje su spadali:
- Zloupotreba moći
- Homoseksualni odnosi s muškarcima ispod 21 godine
- Muška prostitucija.

"Protuprirodni blud sa životinjama" objašnjen je u novom članku 175b.
U službenom objašnjenju rečeno je da su novi amandmani na članak 175. doneseni radi "moralnog zdravlja naroda", jer "prema iskustvu" homoseksualnost "teži da se epidemijski širi" i ima "uništavajući efekt" na "zahvaćene krugove".
Zapravo je uvođenje novih amandmana na članak 175. bio posljedica takozvanog Removog puča, koji je iskorišten također i za poboljšanje imidža kod konzervativnog i prije svega katoličkog stanovništva. Homoseksualnost Ernsta Röhma bila je javna tajna. Postojale su također glasine o vezi između Baldur von Schiracha, vođe Reichsjugenda i člana Hitlerjugenda Jürgena Ohlsena, koji je u filmu Hitlerjunge Quex imao glavnu ulogu; glagol "quexen", koji je označavao odnos između odraslog muškarca i mladića, bio je već proširen u narodu. 
Ovo pooštravanje je dovelo do udesetostručavanja broja godišnjih presuda, koji se sada popeo na 8000. Samo između 1937. i 1939. godine privedeno je skoro 100.000 muškaraca u Centralu Reicha za borbu protiv homoseksualnosti i abortusa. Oko polovina procesuiranih slučajeva dogodili su se na osnovu privatnih prijava neučesnika (oko 40%) kao i prijava s radnog mjesta. Tako je, na primer, Gestapo 1938. primio anonimno pismo:
"Mi – veći dio umjetničkog bloka na Barnaywegu – hitno vas molimo da ispitate B., podstanara kod gospođe F., koji upadljivo ima svakog dana mlade momke kod sebe. Tako više ne ide. [...] Iskreno vas molimo da stvar dalje ispitate."
Za razliku od obične policije Gestapo je mogao u svako vrijeme staviti homoseksualce u "preventivni pritvor" (Schutzhaft). Ova arbitrarna mjera koristila se na primjer poslije oslobađajuće presude ili kada bi se već odslužena kazna procijenila kao suviše slaba.
Cirkularno pismo koje je 12. lipnja, 1940. poslala Centralna komisija za sigurnost Reicha (Reichssicherheitshauptamt) glasilo je: "sve homoseksualce, koji su imali više od jednog partnera, poslije njihovog oslobađanja iz zatvora staviti u preventivni pritvor. "
Samo oko 40% onih muškaraca koji su, na osnovu preventivnog pritvora bili poslani u koncentracijski logor, gde su obilježeni zelenim ili ružičastim trokutom, uspjelo je preživjeti logor. Neki od njih su poslije oslobođenja od strane Saveznika vraćeni u zatvore, jer nisu bili odlužili sudsku kaznu po tada još uvijek važećem Članku 175.

## Doba nakon rata

### Razvoj u Sovjetskoj okupacijskoj zoni i Njemačkoj Demokratskoj Republici
U Sovjetskoj okupacijskoj zoni (SOZ), koja će kasnije postati Njemačka Demokratska Republika, zakonske promjene nisu bile ujednačene. Vlada Tiringena je 1945. je članak 175. i 175a. napravila umjerenijim i više nalik na zakonu iz 1925. godine. U drugim državama je i dalje važio nepromijenjen zakon iz 1935. godine.
Godine 1946. Juristische Prüfungsausschuss des Magistrats von Groß-Berlin (Odbor za ispitivanje zakona magistrature Velikog Berlina) je dao preporuku da "§175 StGB ne uđe u novi kazneni zakon", međutim, ova preporuka nije imala posljedice.
Godinu dana nakon formiranja DDR-a u 1949. Kammergericht u Berlinu je odlučio da u cijeloj Istočnoj Njemačkoj važi stari tekst članka 175., prije nacističkog teksta iz 1935. Tekst članka 175a. ostao je nepromijenjen jer je rečeno da štiti društvo od "društveno štetnih homoseksualnih radnji kvalificirane vrste“. Godine 1954. isti sud je odlučio da članak 175a, za razliku od članka 175, ne pretpostavlja seksualne odnose.
Revizija zakona iz 1957. omogućila je da se odustane od kaznenog gonjenja u slučaju kada ono što je počinjeno nema štetne posljedice za socijalističko društvo. Ovo je praktično stavilo članak 175 van snage, a Kammergericht u Berlinu je istovremeno odlučio "da svi zločini koji potpadaju pod stari tekst § 175 trebaju biti suspendirani zbog beznačajnog učinka." Istospolni odnosi između odraslih bili su time legalizirani od kraja 1950-ih.
Godine 1968. DDR je donio novi kazneni zakon. Novi članak §151 StGB-DDR predviđao je kaznu zatvora do tri godine ili uvjetnu kaznu za odraslu osobu, koja s maloljetnom osobom istog spola ima seksualne odnose. Iz razloga što se više nije spominjao spol osoba, ovaj zakon se odnosio i na žene koje imaju seksualne odnose sa ženama mlađim od 18 godina.
Vrhovni sud DDR-a je 11. kolovoza 1987. oborio je jednu presudu po članku 151. s obrazloženjem da:
"dass Homosexualität ebenso wie Heterosexualität eine Variante des Sexualverhaltens darstellt. Homosexuelle Menschen stehen somit nicht außerhalb der sozialistischen Gesellschaft, und die Bürgerrechte sind ihnen wie allen anderen Bürgern gewährleistet."
(Homoseksualnost, jednako kao i heteroseksualnost, predstavlja varijantu seksualnog ponašanja. Homoseksualne osobe time ne stoje izvan socijalističkog društva i njima su građanska prava zagarantirana kao i svim drugim građanima.)
Godinu dana kasnije, Parlament DDR-a u svojoj petoj reviziji kaznenog zakona isključio je članak 151. Zakon je stupio na snagu 30. svibnja, 1989. Od ovog trenutka članak 149 StGB-DDR (prosta zloupotreba) predviđao je jednaku granicu za stupanje u seksualne odnose za homoseksualne i heteroseksualne odnose od 16 godina starosti.

### Razvoj u Saveznoj Republici Njemačkoj
Još od osnivanja BRD-a zapadna okupacijska zona nije pokazivala sumnje u dalje važenje članaka 175 i 175a u njihovom obliku iz 1935. godine. Na osnovu toga, u periodu između 1950. i 1969. provedeno je još oko 100.000 istraga i doneseno oko 50.000 presuda.
Nekoliko procesa gonjenja homoseksualaca u Frankfurtu 1950/51. godine imali su strašne posljedice: "Jedan devetnaestogodišnjak se bacio s Goetheturma pošto je primo poziv na suđenje; drugi je pobjegao u Južnu Ameriku, drugi u Švicarsku, jedan zubni tehničar i njegov partner su se otrovali plinom. Ukupno je poznato šest samoubojstava. Mnogi su izgubili posao.“
Za vrijeme mandata kancelara Konrada Adenauera prijedlog kaznenog zakona (poznat kao Strafgesetzbuch E 1962, ali nije nikada usvojen) opravdavao je zadržavanje članka 175. tvrdnjama da pravni sustav mora, više nego u drugim područjima, spriječiti širenje ovog poroka, koji predstavlja ozbiljnu opasnost za zdravlje i prirodni život ljudi.
Za vrijeme velike reforme zakona, 25. lipnja, 1969. kratko prije kraja Velike koalicije (Großen Koalition, odnosi se na koaliciju CDU-a i SPD-a) kancelara Kiesingera Članak 175. je promijenjen tako da su zadržani samo "kvalificirani slučajevi" (seks s osobom ispod 21 godine, homoseksualna prostitucija i zloupotreba moći i položaja), koji su do tada bili objašnjeni člankom 175a. Promjena je stupila na snagu 1. rujna, 1969.
Studenog, 1973. socijalnoliberalna koalicija donijela je konačno potpunu reformu zakona koji se tiču seksa i seksualnosti. Članak zakona je preimenovan u "Prekršaji protiv seksualnog samoopredeljenja". Također je i termin "blud" zamenjen terminom "seksualni odnos". U članku 175. ostao je samo seksualni odnos s maloljetnicima, a starosna granica za slobodno stupanje u seksaulne odnose spuštena je s 21 na 18 godina. Seksualni odnosi između žena nisu se promijenili u zakonu, a djevojkama je starosna granica za stupanje u seksualne odnose bila 14 godina (što znači da je heteroseksualni odnos bio dozvoljen s 14 godina).
Godine 1986. prvi otvoreno gej predstavnik u parlamentu Herbert Rusche, zajedno sa svojom strankom Zelenih da ukloni članak 175 i da time izjednači starosnu granicu za stupanje u seksualne odnose između heteroseksualnih i homoseksaulih osoba. Vladajuća koalicija, odnosno stranke CDU, FDP, pa i SPD su se tome protivile, tako da je članak 175 iz 1973. ostao važiti do 1993. godine. Jedan od istaknutih protivnika poboljšanja zakonskog položaja homoseksualaca, kancelar Helmut Schmidt kategorički je odbio promjenu seksualnog zakona izjavom: „Ja sam kancelar Nijemaca, ne kancelar pedera.“ (Ich bin Kanzler der Deutschen, nicht Kanzler der Schwulen).

## Poslije 1990.

### Ukidanje članka 175.
Tijekom zakonskog usuglašavanja zakona obje Njemačke, po ujedinjenju, Bundestag je morao odlučiti hoće li ukinuti članak 175. ili će njegovo važenje proširiti na istočne savezne države. Godine 1994., s istekom roka za usuglašavanje zakona, donesena je odluka – također i zbog promjena u društvu – da se članak ukine.
Prema članku 176. StGB minimalna granica za stupanje u seksualne odnose je 14 godina, bez obzira na spol; u posebnim slučajevima primenjuje se članak 182. StGB, kada je granica 16 godina. Prema članku 182. StGB, moguće je podnijeti privatnu prijavu u nekim slučajevima (Antragsdelikt). Iznimke su također moguće, kada javni tužitelj, odnosno javna tužiteljica smatra da tužba ima javni interes. U članku 182. StGB ima dosta složenih pravnih pojmova.

## Djelomična rehabilitacija žrtava članka 175.
Simbolično, dana 17. svibnja 2002.  Bundestag je usprkos protivljenju konzervativnih stranaka CDU/CSU i FDP usvojio NS-Aufhebungsgesetz (akt o ukidanju nacional-socijalizma) (14/8276, 14/9092; 14/237 S. 23734 ff.). Njime se poništavaju presude protiv homoseksualaca i ratnih dezertera u vrijeme nacionalsocijalizma. Konzervativni političar Norbert Geis je ovo nazvao "sramotom", ali se njegova kritika odnosila samo na rehabilitaciju dezertera, a ne i na rehabilitaciju homoseksualnih žrtava.
Kritika se čula i sa strane LGBT pokreta, gde se napominje da slučajevi progona homosekusalaca poslije 1945. nisu rehabilitirani, iako je isti članak važio do 1969. godine.

## Vanjske poveznice
- § 175  Arhivirana inačica izvorne stranice od 3. travnja 2015. (Wayback Machine) (Rechtsgeschichtlicher Überblick)
- Eine kurze Geschichte des § 175 in der BRD (ForumRecht 2005,2)
- Die Liberalisierung des § 175[neaktivna poveznica] (Die Debatte um die Liberalisierung des § 175 StGB in den 50er und 60er Jahren)
- Gestraft fürs Lieben (DIE ZEIT. Hamburg 1999,33.)
- Paragraf 175 außer Kraft
- Paragraph 175 der Film  Arhivirana inačica izvorne stranice od 5. travnja 2016. (Wayback Machine)